# Eublemma recta
Eublemma recta är en fjärilsart som beskrevs av Achille Guenée 1852. Eublemma recta ingår i släktet Eublemma och familjen nattflyn. Inga underarter finns listade i Catalogue of Life.